# 生活の木
生活の木（せいかつのき、英: TREE OF LIFE Co.,Ltd.）は、ハーブとアロマセラピー関連の事業を行っている企業。また、同名のハーブとアロマテラピー関連商品の専門販売店。渋谷区に本社を置く。旧名は「陶光・生活の木」。

## 概要
1955年創業、1967年設立。ハーブとアロマセラピー・アロマテラピーに関わる事業や店舗の開発、商品開発、イベント計画を行うほか、カルチャースクールやアーユルヴェーダサロンの経営、ハーブの産地を訪ねるオリジナルツアーの企画なども行っている。またBtoB向けにOEMや卸売などもこなう他、業務用卸通販であるホールセールクラブを展開する。主要事業である小売業は現在約100の直営店）を持つ。商品工場・流通センターは岐阜県瑞浪市にある。またメディカルハーブハーブガーデン薬香草園は埼玉県飯能市にある。

## 取り組み

### コミュニティトレード
国内外の生産者と契約を行い商品化している。
- ガーナ - シアバター
- チュニジア - ネロリ精油
- ブルガリア - ローズエッセンシャルオイル
- フランス・プロヴァンス - ハーブティ、エッセンシャルオイル
- エジプト - カモミール、ハイビスカス
- 沖縄県・今帰仁村 - ゲットウ
- 高知県 - ユズ
- 北海道 - ニホンハッカ